# جوزيبي فيورافانتي
جوزيبي فيورافانتي (بالإيطالية: Giuseppe Fioravanti)‏ هو مغني ومغني أوبرا إيطالي، (و. 1795 – 1867 م).